# Central Nacional de Televisão
Национальный телевизионный центр (порт. Central Nacional de Televisão), также известный как CNT и Rede CNT, — это бразильская телевизионная сеть, расположенная в Куритибе, штат Парана. Основанная в 1979 году как TV Tropical, она входит в группу организаций Мартинеса.
Программа станции включала в себя разнообразные независимые постановки, религиозные программы, развлекательные шоу, эстрадные выступления и другие интересные события. В течение двух периодов — один в середине 1990-х и другой в конце 2000-х — начале 2010-х годов — здесь показывали несколько успешных латинских мыльных опер. С 2014 года сеть CNT передаёт программы с 0:00 до 22:00 в аренду телеканалу Universal TV который принадлежит Всемирной Церкви Царства Божьего. В то же время оставшиеся два часа формируются из собственных или независимых постановок.

## История
CNT — это популярная бразильская радиостанция, основанная 15 марта 1979 года предпринимателем и политиком Хосе Карлосом Мартинесом. Первоначально она называлась TV Tropical и входила в состав Rede Globo, но в 1980 года была продана Diários Associados. В 1982 году радиостанция сменила название на Rede OM, а годом позже — на CNT, став национальной сетью. В настоящее время CNT находится под управлением Флавио де Кастро Мартинеса, брата Хосе Карлоса, который занял пост президента компании после смерти своего брата в 2003 году.

### Партнерство с Televisa
В августе 2008 года телеканал CNT подписал контракт с мексиканской телекомпанией Televisa на показ сериала «Финансовый человек». Среди других проектов Televisa, которые были показаны на CNT, стоит отметить «Сладости и карамельки», «SOS: Секс и другие секреты» и «Ты спрашиваешь, что случилось?».

### Покрытие сети
Благодаря партнёрству с местными телекомпаниями, филиалами и ретрансляторами, сеть CNT, основанная на общенациональной программе, в последние годы активно развивается в пяти ключевых городах: Рио-де-Жанейро, Сан-Паулу, Салвадоре, Бразилиа и Куритиба. Сегодня CNT обслуживает более 15 миллионов домохозяйств, что соответствует примерно 50 миллионам зрителей, на значительной территории Бразилии, охватываемой 5 станциями и 43 ретрансляторами. В ближайших планах компании — модернизация автопарка и распространение технического сигнала на всю территорию страны.

### Цифровое вещание
CNT стал пионером в области применения этой технологии для своих станций и филиалов, начиная с 1999 года. Станции, входящие в сеть, принимают программы в цифровом качестве, используя спутниковые каналы Embratel.

### 2010-е годы
5 февраля 2013 года ведущие сообщили о продаже CNT Вальдемиро Сантьяго, лидеру Всемирной Церкви силы Бога, за 500 миллионов реалов. Только в марте, в примечании на официальном сайте сети, семья Мартинес опровергла информацию о продаже.
25 октября 2013 года, после более чем 14-летнего перерыва, CNT снова начал принимать сигнал со спутника StarOne C2 на частоте 1080 МГц. Причина возвращения CNT на спутник остаётся неизвестной, однако, по мнению рыночных аналитиков, это было напрямую связано с контрактом с Вселенской Церковью, который был направлен против Всемирной Церкви. Однако сама сеть CNT отрицает эти предположения. Ещё одно интересное совпадение: с переходом на аналоговый сигнал выяснилось, что все долги перед Embratel, которые возникли в 90-х годах, включая проценты и денежные исправления, были погашены. Частота 1080 МГц, которая ранее использовалась для передачи Daily TV, была освобождена ровно через 10 лет после CNT — 25 февраля 2009 года.
С 9 июня Вселенская Церковь Царства Божьего начинает транслировать свои службы в рамках Universal TV с 00:00 до 22:00. Хотя ежедневное программирование составляет всего два часа, сеть обвиняют в нарушении законодательства, так как она сдает в аренду 92 % своих мощностей третьим лицам.
В декабре прокуратура подала иск против телекомпании, требуя отмены гранта за нарушение законодательства.
18 января 2015 года Министерство связи начало административные процедуры для расследования контракта между CNT и Вселенской Церковью. Утверждается, что аренда, предоставленная церкви, была незаконной, поскольку закон разрешает сдавать в аренду только 25 % программ телевизионной сети. В иске CNT просит выйти из эфира на время расследования и заблокировать активы Universal, но судья отклоняет этот запрос.
В ноябре 2017 года филиал Лондрины начал ретранслировать свой сигнал в города Белу-Оризонти и Бразилиа. В январе 2018 года сеть выставила на продажу свою штаб-квартиру в Сан-Паулу, а в мае 2019 года объявила о прекращении деятельности своего филиала в Бразилиа, где ранее выпускалась газета CNT Jornal.

### Кризис (2020-е)
По состоянию на 2024 год, рейтинги канала были крайне низкими — в среднем 0,1 %. 22 часа в день он был арендован Всемирной Церковью Царства Божьего. За пределами этих мест вещание было ограничено и состояло из новостей и правительственной рекламы. Выпуски новостей выходили из Куритибы и Рио-де-Жанейро. 17 января 2024 года доля CNT Esporte достигла рекордного уровня в 1,1 %, однако, несмотря на пожертвования зрителей, она оставалась ниже среднего показателя. Все архивы канала были стерты, так как он записывал видео в дорогостоящем формате JVC, что делало архивирование выходных данных практически невозможным.